# Hans Jordaens

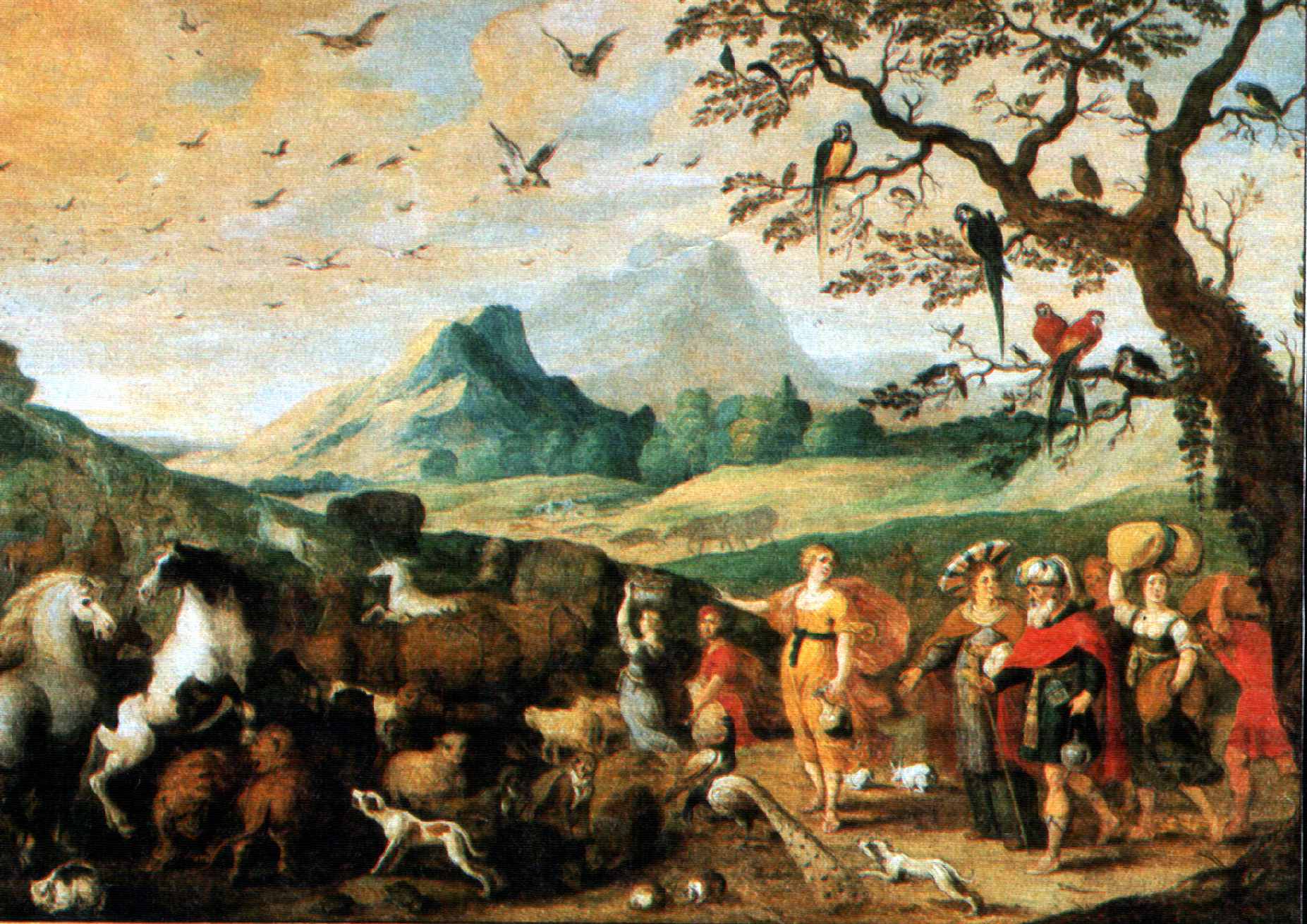
Noè entra nell'arca

Hans o Jan Jordaens o Joerdaens (Anversa, 1555 circa – Delft, 23 maggio 1630 (sepolto)) è stato un pittore olandese di origini fiamminghe.

## Biografia
Allievo di Marten van Cleve e padre di Simon Jordaens, iniziò la sua carriera artistica nella nativa Anversa. Nel 1581 divenne membro della Corporazione di San Luca della sua città. L'anno seguente sposò la vedova del pittore Frans Pourbus il Vecchio e fu suo testimone Gillis van Coninxloo.
Intorno al 1587 si trasferì nei Paesi Bassi e nel 1589 raggiunse Delft, dove, nel 1613, entrò a far parte della locale Corporazione di San Luca, di cui, nel 1626, fu presidente assieme a Cornelis Jacobsz Delff. Nel 1625, inoltre, fu decano della comunità luterana. In questo periodo fu tra i più importanti ed apprezzati pittori di soggetti storici a Delft, a giudicare dal gran numero di opere presenti nelle collezioni della città ed al loro alto prezzo.
Artista eclettico, rappresentò molteplici soggetti pittorici tra cui soggetti di genere, religiosi, storici, nature morte, in particolare di frutti, e paesaggi ed eseguì principalmente dipinti di piccole dimensioni.
Nelle opere del periodo artistico iniziale si può rilevare l'influenza di Marten van Cleve, come nei dipinti raffiguranti contadini all'esterno di osterie, e di Gillis van Coninxloo, come in Paesaggio boscoso con Cristo e la donna di Canaan. Le opere di natura storica, ricche di colore e con figure dagli arti affusolati, ricordano i dipinti di Cornelis van Haarlem.
Occasionalmente dipingeva le figure nei paesaggi di altri artisti, come Jacob Vosmaer. Collaborò inoltre con Willem van den Bundel.
Fu suo allievo Anthonie Palamedes.